# Silvana Bacci
Pour les articles homonymes, voir Bacci.
Silvana Bacci (née en 1947) est une actrice italienne.

## Biographie
Silvana Bacci a joué dans une vingtaine de films entre 1965 et 1970. Elle interprète la plupart du temps des seconds rôles, souvent des filles de saloon ou des prostituées dans les westerns spaghetti ou encore la jolie proie du méchant du film. La scène dans laquelle elle participait au long film de Sergio Leone, Le Bon, la Brute et le Truand, a été découpée du montage final. En 1975 elle participe à un dernier film.
Elle vit à Rome.

## Filmographie partielle
- 1965 : Gewagtes Spiel (série TV)
- 1966 : Texas Adios (fille du saloon)
- 1966 : Ringo au pistolet d'or (Johnny Oro) de Sergio Corbucci
- 1966 : Django (mexicaine au saloon)
- 1967 : Un homme, un cheval et un pistolet (Un uomo, un cavallo, una pistola) de Luigi Vanzi (femme mexicaine)
- 1968 : Jarretière Colt (Giarrettiera Colt) de Gian Andrea Rocco
- 1969 : La Dernière Balle à pile ou face (Testa o croce) de Piero Pierotti
- 1969 : Le Dernier des salauds (Il pistolero dell'Ave Maria) (Maria, mère de Sebastian et d'Isabel)
- 1971 : La Vengeance de Dieu (Il venditore di morte) (Conchita)
- 1975 : Il caso Raoul

## Référence de traduction
- (de) Cet article est partiellement ou en totalité issu de l’article de Wikipédia en allemand intitulé « Silvana Bacci » (voir la liste des auteurs).